# HEROS Rail Rent

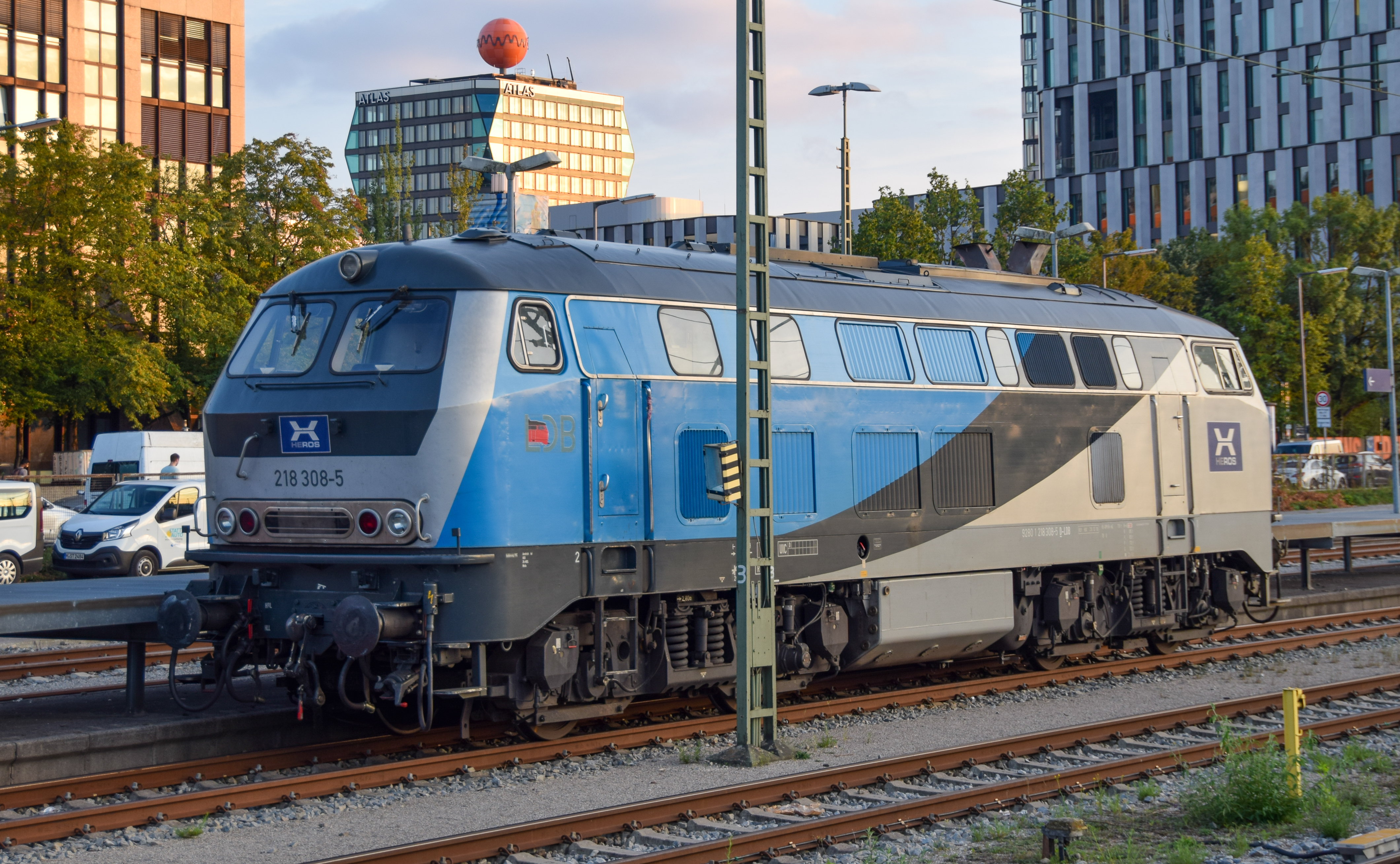
Lokomotive der Baureihe 218 von Heros im Jahr 2024

Die HEROS Helvetic Rolling Stock Gruppe besteht aus drei Einzelunternehmen, die den Verkauf von Schienenfahrzeugen innerhalb und außerhalb Europas abwickeln und die Vermietung und das Leasing mit gebrauchtem Rollmaterial betreiben. Die HEROS Helvetic Rolling Stock GmbH zeichnet dabei für die Vermarktung innerhalb Europas und der Türkei verantwortlich, die HEROS America Middle East Asia GmbH ist für Fahrzeuglösungen weltweit zuständig. Die HEROS Rail Rent GmbH ist Ansprechpartner für die Vermietung von Schienenfahrzeugen.
Die HEROS Helvetic Rolling Stock GmbH bietet als Spezialist für gebrauchte Schienenfahrzeuge Konzepte und Lösungen für den Einsatz von Rollmaterial aus zweiter Hand.

## Geschichte
HEROS Helvetic Rolling Stock GmbH wurde 2009 gegründet und vermarktet gebrauchtes Rollmaterial (Reisezugwagen, Lokomotiven und Triebzüge) für den Einsatz innerhalb Europas. Weiterhin gehört die Bewertung von Gebrauchtfahrzeugen zum Portfolio der HEROS.
Die Deutsche Bahn hielt bis 2014 eine 2%ige Beteiligung an Heros und hat zwischen 2009 und 2014 ihre Gebrauchtfahrzeuge des Personenverkehrs über Heros vermarktet.
Die HEROS Helvetic Rolling Stock GmbH hat 2015 die Aktivitäten der Firmen-Töchter HEROS Südosteuropa GmbH und HEROS Northern Europe GmbH übernommen.

## Produkte
Vermarktung von gebrauchten Schienenfahrzeugen. (Reisezugwagen, Lokomotiven und Triebzüge)